# Prezbiter naczelny
Prezbiter naczelny – duchowny (pastor) będący zwierzchnikiem niektórych denominacji ewangelikalnych w Polsce. Zakres obowiązków związanych z tą funkcją pozwala uznać ją za odpowiednik funkcji rzymskokatolickiego biskupa. Należy jednak pamiętać, że uprawnienia prezbitera naczelnego są w niektórych przypadkach ograniczone ze względu na obowiązującą w wybranych denominacjach ewangelikalnych zasadę kongregacjonalizmu.
Wybór prezbitera naczelnego należy do zadań głównego organu władzy danej wspólnoty: Synodu, Konferencji Kościoła lub innego analogicznego organu.
W niektórych wspólnotach ewangelikalnych stosowany jest dodatkowo tytuł biskupa. Sytuacja taka miejsce ma w Kościele Zielonoświątkowym.
Niekiedy także oficjalny tytuł zwierzchnika jest inny, a tytuł prezbitera naczelnego jest tylko zwyczajowy lub rozważa się jego oficjalne wprowadzenie.